# Langona pallida
Langona pallida är en spindelart som beskrevs av Prószynski 1993. Langona pallida ingår i släktet Langona och familjen hoppspindlar. Inga underarter finns listade i Catalogue of Life.